# Cadillac Celestiq
Cadillac Celestiq – elektryczny samochód osobowy klasy luksusowej produkowany pod amerykańską marką Cadillac od 2023 roku.

## Historia i opis modelu
Po tym, jak w czerwcu 2019 roku Cadillac wycofał ze swojej północnoamerykańskiej gamy model CT6, pozostała ona bez dużej, flagowej limuzyny. W marcu 2020 roku producent zapowiedział powrót do klasy luksusowej za pomocą dużego samochodu elektrycznego o nazwie Celestiq jako element ofensywy modelowej wśród pojazdów o takim źródle napędu rozpoczętej przez model Lyriq. Pierwotnie samochód miał posiadać klasyczny, spalinowy napęd. Oficjalną zapowiedzią został prototyp Cadillac Celestiq Concept, który zaprezentowany został w sierpniu 2022. Zobrazował on też koncepcję nadwozia, która zamiast tradycyjnej limuzyny przybrała postać smukłego, podłużnego fastbacka.
Oficjalna premiera produkcyjnego Cadillaca Celestiq odbyła się już 2 miesiące po przedstawieniu zwiastującego go prototypu, w połowie października 2022. Samochód kompleksowo naniósł estetykę studium na seryjny samochód, w niewielkim stopniu odróżniając się od jego futurystycznej i awangardowej stylizacji. Pas przedni przyozdobiła obszerna imitacja wlotu powietrza z rozbudowanym oświetleniem, które płynnie łączy się z dwurzędowymi reflektorami LED. Smukła, łagodnie opadająca linia dachu wieńczy szpiczasto ukształtowany tył, który wzorem SUV-a Lyriq zdobią dwa rzędy lamp w kształcie bumerangu.
Kabina pasażerska utrzymana została w ultraluksusowej aranżacji, umożliwiając pokrycie deski rozdzielczej, drzwi i foteli jednobarwną tkaniną o fakturze alcantary lub skóry. Cyfrowy kokpit utworzyły dwa ekrany: mniejszy, dotykowy do sterowania panelem klimatyzacji oraz duży, 55-calowy ciągnący się przez całą szerokość deski rozdzielczej, od strony kierowcy po krawędź siedziska pasażera. Dobór oraz kolorystyka materiałów nawiązuje do klasycznych limuzyn Cadillaca z połowy XX wieku.

### Sprzedaż
Cadillac Celestiq to samochód ultraluksusowy, do którego ręcznej produkcji na specjalne zamówienie klientów wybrano zakłady Warren w stanie Michigan w kompleksie Global Technical Center. Elektryczny fastback nie został przeznaczony do sprzedaży w regularnych punktach dealerskich, jako że każdy egzemplarz będzie charakteryzować się specjalną, spersonalizowaną konfiguracją. Dostawy pierwszych samochodów do nabywców wyznaczone zostały na ostatni kwartał 2023 roku, z ceną za podstawowy egzemplarz wynosząc 300 tysięcy dolarów - równowartość ok. 1,4 miliona złotych. Głównymi rynkami zbytu dla Celestiqa są Stany Zjednoczone oraz Chiny.

### Dane techniczne
Elektryczny układ napędowy Cadillaka Celestiq składa się z dwóch silników o mocy 600 KM i 868 Nm maksymalnego momentu obrotowego, po jednym umieszczonym przy każdej z osi. Samochód rozpędza się do 100 km/h w niecałe 4 sekundy i umożliwia przejechanie na jednym ładowaniu ok. 483 kilometrów w cyklu mieszanym. Bateria charakteryzuje się pojemnością 111 kWh.